# Шенг-Чи и легенда о десет прстенова
Шенг-Чи и легенда о десет прстенова (енгл. Shang-Chi and the Legend of the Ten Rings) амерички је суперхеројски филм из 2021. године темељен на лику Шенг-Чија Marvel Comics-а. Продуцента Marvel Studios-а и дистрибутера Walt Disney Studios Motion Pictures-а, представља 25. филм Марвеловог филмског универзума (МФУ). Филм је режирао Дестин Данијел Кретон из сценарија који је написао са Дејвом Калахамом и Ендруом Ланамом, из приче Кретона и Калахама. Главну улогу игра Симу Љу као Шенг-Чи, поред Аквафине, Менг'ера Џана, Фале Чен, Флоријана Мунтеануа, Бенедикта Вонга, Мишел Јео и Тонија Леунга. У филму, Шенг-Чи приморан је да се суочи са својом прошлошћу након што је увучен у организацију Десет прстенова.
Филм темељен на лику Шенг-Чија ушао је у развој 2001. године, али озбиљни радови на њему нису почели све до 2018. године, када је објављено да ће Калахам бити сценариста. Кретон се придружио пројекту 2019. године, када је најављено да ће ово бити први Marvel-ов филм са азијском главном поставом. Наслов филма и главни глумци су најављени у јулу исте године, откривајући повезаност филма са ликом Мандарина (Леунг) и његовом организацијом Десет прстенова, која се већ појављивала у МФУ-у. Шенг-Чи и легенда о десет прстенова први је филм Marvel Studios-а са азијским редитељем и претежно азијским улогама. Снимање је почело у фебруару 2020. године, али је у марту стављено на чекање због пандемије ковида 19. Продукција је настављена у августу пре завршетка у октобру. Снимање се одвијало у Сиднеју и Сан Франциску.
Филм је премијерно приказан 16. августа 2021. у Лос Анђелесу, а издат је 3. септембра у Сједињеним Државама, као део четврте фазе МФУ-а. Филм је издат 2. септембра 2021. године у Србији, дистрибутера MegaCom Film-а. Добио је позитивне критике критичара, који су нарочито похвалили кореографију акционих сцена, истраживање и представљање азијске културе, а и наступе Љуа и Леунга. Наставак је тренутно у фази развоја.

## Радња
Јинг Ли, наратор ове приче, нас води хиљадама година уназад, када Шу Венву налази мистичних „десет прстенова”. Они му гарантују вечни живот и снагу богова. Венву оснива организацију Десет Прстенова, кроз вековe освајајући краљевства и свргавајући владе широм света. Током 1996. године Венву тражи село Та Ло за које постоји веровање да је насељено мистичним бићима и власницима велике моћи. На путу кроз чаробну шуму, Венву среће заштитницу села, Јинг Ли. Пар се заљубљује, али мештани села одбијају Венвуа за свог житеља и Јинг Ли одлази са њим. Венву напушта Десет Прстенова и оснива породицу са Јинг Ли − заједно они имају сина Шенг-Лија и ћерку Шалинг. Венвуови непријатељи из Гвоздене Банде убијају Јинг Ли када је Шенг-Чију било седам година. Венву поново присваја моћ прстенова и свети се банди за смрт своје жене, враћа се на чело Десет Прстенова и подвргава свог сина напорним тренинзима борилачких вештина. Не знајући за то, његова ћерка такође прати тренинге. Венву шаље 14-огодишњег Шенг-Чија да убије вођу Гвоздене Банде. Након испуњена мисије, деморалисани Шенг-Чи бежи у Сан Франциско и почиње да се представља као Шон.
У садашњости, Шон паркира скупоцене аутомобиле испред хотела заједно са својом пријатељицом, Кејти, која је несвесна његове прошлости. Њих двоје бивају нападнути од стране Десет Прстенова у аутобусу којим путују на посао. Нападачи успеју да украду Шенг-Чијев привезак који му је поклонила мајка. Венву открива Шону локацију на којој се налази Шалинг, али Шон мисли да је то учинила Шалинг и он креће у Макао да би се срео са својом сестром како би је заштитио од Десет Прстенова и њиховог заједничког оца. Шенг-Чи открива своју прошлост Кејти и она инсистира да му помогне те заједно са њим путује у Макао. Они налазе илегални борилачки клуб у Макау где присуствују борби између Абоминације и Вонга. Венву их води на имање Десет Прстенова и користи привеске Шенг-Чија и Шалинг да би открио мапу до Та Лоа. Венву објашњава својој деци да чује њихову мајку како га зове из Та Лоа, заточена иза запечаћене капије. Он кује план да уништи село уколико одбију да је ослободе. На негодовање своје деце, Венву их баца у тамницу. Шенг-Чи, Шалинг и Кејти се срећу са бившим глумцем, Тревором Слетеријем, сада заробљеником због нарушавања Венвуовог угледа и његовим хундуном, Морисом, бићем кинеске митологије које нема лице и има крила. Морис се нуди да буде водич до Та Лоа.
Група бежи и налази пут у другу стварност до села насељеног разним кинеским митолошким бићима. Срећу Јинг Нан, Лиину сестру, која их води кроз историју села: хиљадама година раније село је напао Житељ Таме заједно са својим минијатурама, али је село спасено захваљујући змају, Великом Заштитнику. Житељ Таме тада је протеран иза Мрачне Капије. Према Јинг Нан, Житељ се јавља Венвуу и наводи га да провали капију како би га ослободио. Читав тим се придружује сељанима у припреми за Венвуов долазак уз вежбе са оружјем од змајеве крљушти.
Венву коначно стиже и напада село. Он лансира Шенг-Чија у језеро и почиње да проваљује Мрачну Капију што дозволи неким минијатурама да побегну и почну да нападају село. Десет Прстенова увиђа стварну претњу и придружују се сељанима. Шенг-Чија Велики Заштитник извлачи из језера у које је упао и он креће у борбу против свог оца. Док се змај бори са минијатурама, Шенг-Чи надјача свог оца, али одлучи да му поштеди живот у нади да ће се дозвати памети. Житељ Таме разбија ослабљену капију и напада Шенг-Чија, али Венву успе да га заштити жртвујући себе. Он предаје свом сину моћ Десет прстенова. Шенг-Чи се са својим саборцима бори са немани и успева да је порази, успут спасивши и Великог Заштитника. Након борбе, он и Кејти се враћају у Сан Франциско где их из изласка са пријатељима Вонг води у Санктум Санкторум.
У сценама после одјавне шпице: Вонг упознаје Шенг-Чија и Кејти са Брусом Банером и Керол Данверс, где закључују да прстенови емитују загонетни сигнал; Шалинг постаје нови вођа Десет Прстенова након што је рекла брату да ће распустити организацију.

## Улоге
| Глумац            | Улога                      |
| ----------------- | -------------------------- |
| Симу Љу           | Сју Шенг-Чи / Шон          |
| Аквафина          | Кејти                      |
| Менг'ер Џанг      | Сју Шалинг                 |
| Фала Чен          | Ђанг Ли                    |
| Флоријан Мунтеану | Жилетна Песница            |
| Бенедикт Вонг     | Вонг                       |
| Мишел Јео         | Ђанг Нан                   |
| Тони Леунг        | Венву / Мандарин           |
| Бен Кингсли       | Тревор Слатери             |
| Тим Рот           | Емил Блонски / Абоминација |